# Trentepohlia dybasiana
Trentepohlia dybasiana är en tvåvingeart som beskrevs av Alexander 1972. Trentepohlia dybasiana ingår i släktet Trentepohlia och familjen småharkrankar.
Artens utbredningsområde är Palau. Inga underarter finns listade i Catalogue of Life.